# George Jeske
George Washington Jeske (Salt Lake City, 22 de fevereiro de 1891 — Los Angeles, 28 de outubro de 1951) foi um roteirista, diretor e ator norte-americano.
Foi um dos Keystone Cops originais para Mack Sennett.
Escreveu os roteiros para 54 filmes entre 1926 e 1946, incluindo a série de filme Torchy, com Ray Cookie no papel-título. Também dirigiu 37 filmes entre 1922 e 1933.